# Depressotetrix depressa
Depressotetrix depressa is een rechtvleugelig insect uit de familie doornsprinkhanen (Tetrigidae). De wetenschappelijke naam van deze soort is voor het eerst geldig gepubliceerd in 1848 door Brisout de Barneville.